# Beta-Ketothiolase-Mangel
Der Beta-Ketothiolase-Mangel ist eine sehr seltene angeborene Stoffwechselstörung mit einer Abbaustörung der Aminosäure Isoleucin und führt zu immer wieder auftretender frühkindlicher Ketoazidose.
Zusammen mit dem SCOT-Mangel (Succinyl-CoA:3-Ketosäure-CoA-Transferase-Mangel) gehört diese Erkrankung zu den „Inborn errors of ketone body utilization“.
Synonyme sind: 3-Ketothiolase-Mangel; 3-Oxo-Thiolase-Mangel; Alpha-Methyl-Acetessigsäure-Azidurie; Alpha-Methyl-Acetoacetyl-CoA Thiolase-Mangel; Mitochondrialer Acetoacetyl-Coenzym A-Thiolase-Mangel; T2-Mangel
Die Erstbeschreibung stammt aus dem Jahre 1971 durch die britischen Humangenetiker R. S. Daum und Mitarbeiter.

## Verbreitung
Die Häufigkeit wird auf 1 zu 100.000 bis 230.000 geschätzt, bislang wurde über weniger als 250 Betroffene berichtet. Die Vererbung erfolgt autosomal-rezessiv.

## Ursache
Der Erkrankung liegen Mutationen im ACAT1-Gen auf Chromosom 11 Genort q22.3 zugrunde, welches für die Acetyl-CoA-Acetyltransferase 1 kodiert.

## Klinische Erscheinungen
Klinische Kriterien sind:
- Krankheitsbeginn bei Säuglingen und Kleinkindern, meist zwischen dem 6. und 24. Lebensmonat
- Leitsymptom ist eine Ketoazidose mit Erbrechen, Atemnot, Tachypnoe, Arterieller Hypotonie, Lethargie bis Koma
- Auslöser sind häufig Stress, Hunger, akute Erkrankung oder Infektionskrankheit
- nach schweren Ereignissen können neurologische Ausfälle auftreten
- mit zunehmendem Alter abnehmende Häufigkeit ketoazidotischer Krisen.

## Diagnose
Hauptbefunde sind metabolische Azidose und Ketose. Die Diagnose ergibt sich aus dem Nachweis von Ketokörpern Urin wie 3-Hydroxybuttersäure. Im Blutserum können erhöhtes Tiglylglycin und 2M3HB Carnitin gefunden werden. Die Diagnose kann durch Nachweis verminderter Aktivität der Potassium-dependent Acetoacetyl-CoA Thiolase in Fibroblastenkultur sowie durch Humangenetik erfolgen.

## Differentialdiagnostik
Abzugrenzen sind:
- Glycin-Enzephalopathie
- SCOT-Mangel (Succinyl-CoA:3-Ketosäure-CoA-Transferase-Mangel)
- HSD10-Mangel
- Sepsis

und andere Ursachen einer Ketoazidose

## Therapie
Während einer ketoazidotischen Krise sollten unverzüglich Glucose und Elektrolyte intravenös gegeben werden sowie Bicarbonat und eventuell Carnitin.
Vorbeugend sollten Fastenperioden, fettreiches Essen und übermäßige Aufnahmen von Isoleucin vermieden werden.